# Lophopterys
Lophopterys é um género botânico pertencente à família Malpighiaceae.

## Espécies
- Lophopterys euryptera Sandwith
- Lophopterys floribunda W.R.Anderson & Chas.C.Davis
- Lophopterys inpana W.R. Anderson
- Lophopterys occidentalis W.R. Anderson & Chas.C. Davis
- Lophopterys peruviana W.R. Anderson
- Lophopterys splendens A.Juss.
- Lophopterys surinamensis (Kosterm.) Sandwith